# Gillesbach (Urft)
Der Gillesbach (früher Jellesbach) im nordrhein-westfälischen Kreis Euskirchen ist ein etwa 6,6 km langer, südlicher und linker Nebenfluss der Urft auf dem Gebiet der Gemeinden Nettersheim und Kall.

## Geographie

### Verlauf
Der Gillesbach entspringt im Osteifelteil des Blankenheimer Waldes. Die Quelle des gänzlich im Naturpark Hohes Venn-Eifel verlaufenden Bachs liegt im Gemeindegebiet von Kall, 625 m entfernt vom südöstlichen Dorfrand des Krekeler Ortsteils Rüth nahe dem Forsthaus Rüth (584,26 m ü. NHN) an der Bundesstraße 258 auf etwa 580 m Höhe.
Nach etwa 500 m Fließstrecke nimmt der Gillesbach ein weiteres Fließgewässer namens Gillesbach auf, der geschätzt etwa 300 m lang ist. Von dort fließt er nach Nordosten auf der Grenze zwischen Kall und Nettersheim entlang. Nach knapp 2,5 km Fließstrecke nimmt er bei den Ortsteilen Marmagen und Wahlen, zwischen denen er jeweils etwas von den Ortsrändern entfernt verläuft, von links den Fischbach auf, ab dort fließt er im Osteifelteil Sötenicher Kalkmulde, und kurz darauf läuft ihm auf der anderen Seite der Marmagener Bach zu. Hiernach schwenkt der Gillesbach nach Norden und durchfließt das Naturschutzgebiet Auen und Hänge an Urft und Gillesbach (CDDA-Nr. 344609; 1955 ausgewiesen; 3,72 km² groß) und in seinem Unterlauf entlang dem NSG-Westrand. In diesem Bereich verläuft er, östlich von Steinfeld, etwa entlang der Landesstraße 204.
Schließlich erreicht der Gillesbach den Kaller Ortsteil Urft, wo er direkt nach Unterqueren der Eifelstrecke auf etwa 406 m Höhe in den dort von Osten kommenden Rur-Zufluss Urft bei Fluss-km 23,2 mündet.

### Einzugsgebiet und Zuflüsse
Das Einzugsgebiet des Gillesbachs ist 15,644 km² groß und entwässert über Urft, Rur, Maas und Hollands Diep in die Nordsee.
Zu den Zuflüssen des Gillesbachs gehören ein ebenfalls Gillesbach genanntes, quellnahes Fließgewässer sowie der linksseitige Fischbach, der rechtsseitige Marmagener Bach und der linksseitige Wahlener Bach.